# Untritrium
Untritrium, med kemisk beteckning Utt, är det tillfälliga IUPAC-namnet på det grundämne i periodiska systemet, som har atomnummer 133. Det kan också kallas eka-mendelevium efter Dmitrij Mendelejevs förutsägelser om det periodiska systemet. 
Untritrium är det fjortonde grundämnet i den åttonde perioden i det periodiska systemet. Det har inte gjorts några försök att framställa ämnet och kommer förmodligen att dröja länge, eftersom partikelfysikerna under 2010-talets början gjort ansträngningar för att framställa ämnen med atomnummer 115-120.